# Sarezzo
Sarezzo (lombardul: Sarès) település Olaszországban, Lombardia régióban, Brescia megyében. Lakosainak száma 13 129 fő (2023. január 1.). Sarezzo Brione, Gardone Val Trompia, Lumezzane, Polaveno, Villa Carcina és Marcheno községekkel határos.

## Népesség
A település lakossága az elmúlt években az alábbi módon változott:
| Lakosok száma | 13 438 | 13 337 | 13 129 |
|               | 2017   | 2018   | 2023   |